# Lazzaro Gagliardo
Lazzaro Gagliardo (Genova, 8 febbraio 1835 – Genova, 25 marzo 1899) è stato un politico italiano e Senatore del Regno.
Fu Ministro delle finanze del Regno d'Italia nel Governo Giolitti I.